# ブルーギル (潜水艦)
ブルーギル (USS Bluegill, SS/SSK-242) は、アメリカ海軍の潜水艦。ガトー級。艦名はミシシッピ川、五大湖に生息するブルーギルに因む。

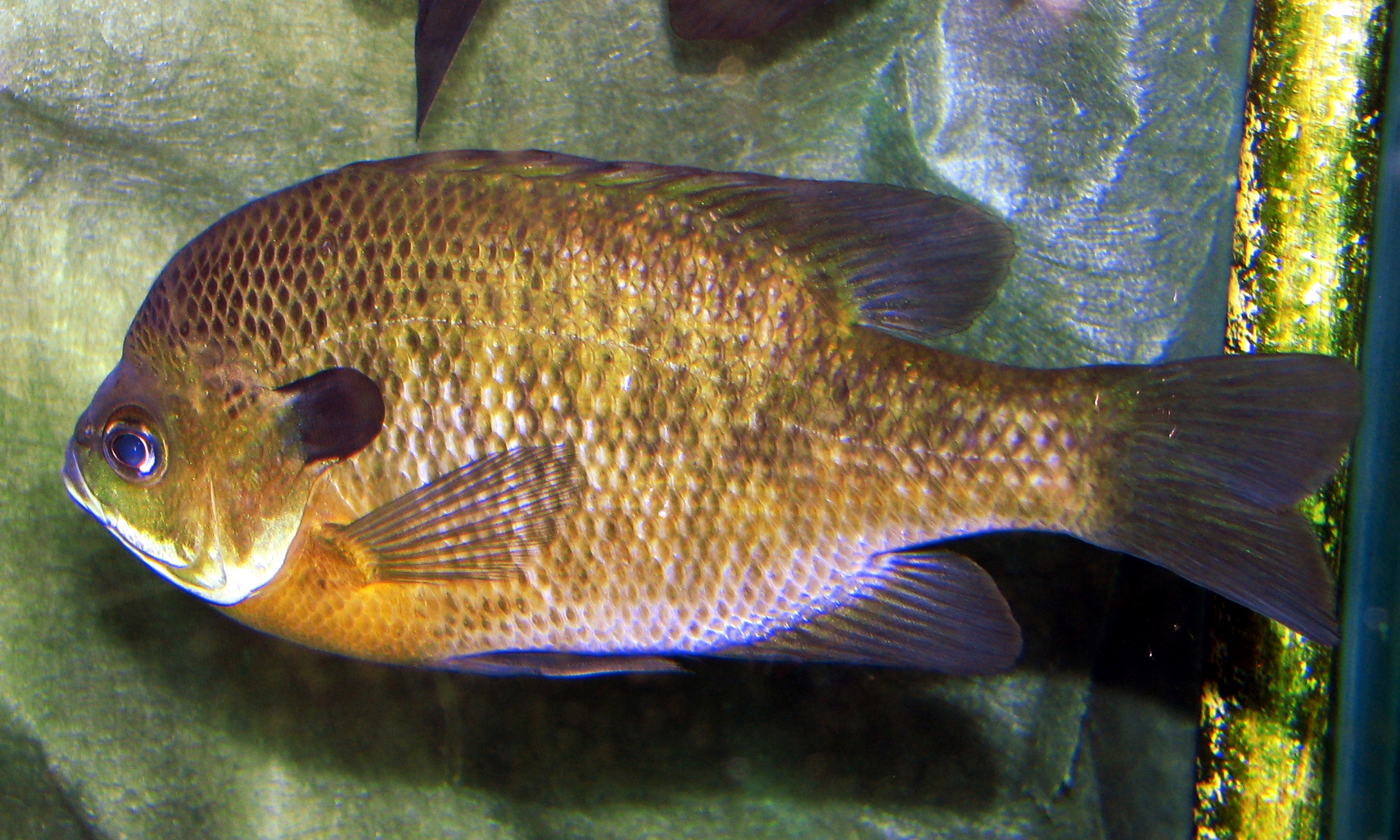
ブルーギル（Bluegill）

## 艦歴
「ブルーギル」は1942年12月17日にコネチカット州グロトンのエレクトリック・ボート社で起工する。1943年8月8日ニューヨーク州選出下院議員W・ステアリング・コールの妻によって進水し、艦長エリック・L・バール・ジュニア少佐（アナポリス1934年組）の指揮下11月11日に就役する。1944年に入ってキーウェストの音響学校での訓練に従事した後、ガラパゴス諸島を経て3月22日にニューギニアのミルン湾に到着した。

### 第1、第2の哨戒 1944年4月 - 8月

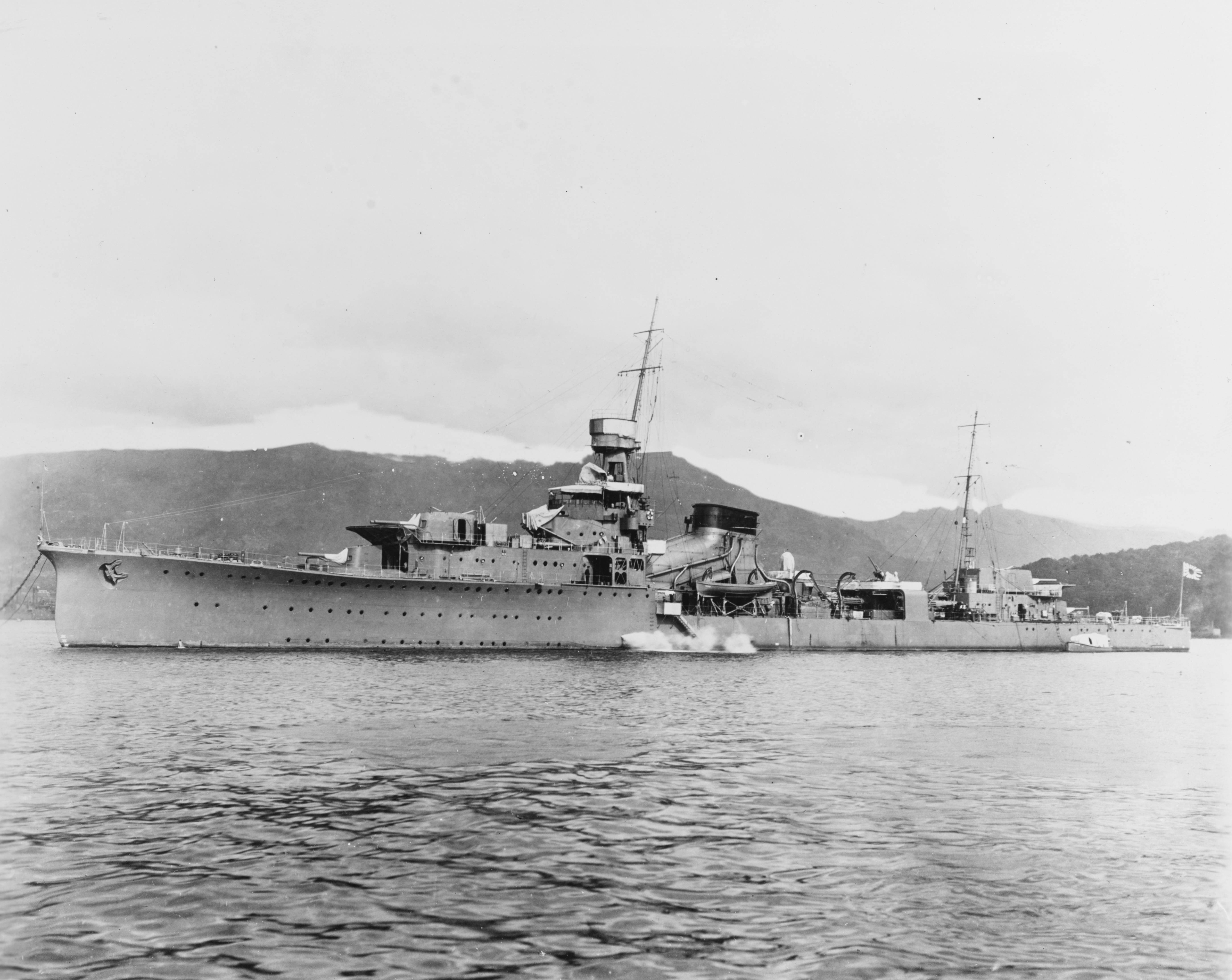
軽巡洋艦「夕張」（1924年）

4月1日、「ブルーギル」は最初の哨戒でミンダナオ島、ハルマヘラ島およびパラオ方面に向かった。「ブルーギル」には、司令部から「パラオとハルマヘラの間が特に重要である」と念を押されていた。4月27日未明、ソンソロール島の近海を哨戒中、レーダーに大小の目標を探知した。当時、軽巡洋艦「夕張」と駆逐艦「夕月」がソンソロール島への陸軍兵の輸送作戦に従事していた。「ブルーギル」は雨の中を「夕張」と「夕月」の予想進路上に向かい潜航して待ち構えたが、気がつけば両艦はとっくに通り過ぎてしまい、このときは攻撃は失敗した。「ブルーギル」はソンソロール島に接近し、陸軍兵を揚陸中の「夕月」を発見。これを攻撃しようと接近中、視界内に「夕張」が現れた。「夕張」は「夕月」が陸軍兵を揚陸中には周囲で警戒していたが、やがて揚陸作業が終わったのでパラオへ向かおうとしていたところだった。「ブルーギル」は諸計算を訂正した上で「夕張」に対し、距離2,400mから魚雷を6本発射して、うち1本だけが命中した。命中したときはちょうど潜望鏡を下げるところで、下げてから爆発音が3つ聞こえた。「夕張」は丸一日持ちこたえたが、最終的には4月28日午前に北緯05度38分 東経131度47分 / 北緯5.633度 東経131.783度の地点で沈没した。攻撃直後、これも揚陸作業に従事していた駆逐艦「五月雨」が反撃してきたが何も起こらず、逆に「夕月」に対して魚雷を4本発射したが命中しなかった。4月28日午後、北緯05度44分 東経132度14分 / 北緯5.733度 東経132.233度の地点で「夕月」に対して再び魚雷を4本発射したが、これも命中しなかった。この時も「夕月」の爆雷攻撃を受けたが、被害はなかった。5月1日夕刻には、北緯07度08分 東経130度00分 / 北緯7.133度 東経130.000度のパラオ西方でダバオに向かっていた陸軍輸送船「阿蘇山丸」（三井船舶、8,811トン）を発見。「阿蘇山丸」は東松5号船団に加わってパラオを出港していたが、4月27日にトリガー (USS Trigger, SS-237) の雷撃により大破してパラオに引き返し、仮修理を終えてパラオを出てきたところだった。「ブルーギル」は北緯07度07分 東経129度56分 / 北緯7.117度 東経129.933度の地点で魚雷を4本発射し、うち2本が命中したと確認される。爆雷攻撃を避けたのち、翌5月2日朝に浮上して未だ浮いていた「阿蘇山丸」に対して砲撃を行い、砲撃後約1時間で同船は沈没していった。続いて5月20日、「ブルーギル」は北緯02度13分 東経128度01分 / 北緯2.217度 東経128.017度のモロタイ水道口で陸軍輸送船「宮浦丸」（日本郵船、1,856トン）を発見し、魚雷を4本発射する。魚雷は2本が命中し、可燃物を搭載していた同船は炎上して間もなく沈没した。2日後の5月22日、「ブルーギル」は北緯05度01分 東経127度48分 / 北緯5.017度 東経127.800度の地点で9隻の輸送船団を発見して接近を試みたが護衛艦の爆雷攻撃で避退し、夕方になって浮上したところ、第九五四航空隊機の爆撃を受けて一時艦の動力が止まり、舵を人力で操作しなくてはならなかった。またレーダーや電池も損傷したが、応急修理の上哨戒を続けた。6月7日、67日間の行動を終えてブリスベンに帰投した。
7月6日、2回目の哨戒でダバオおよびミンダナオ海方面に向かった。7月20日、北緯06度18分 東経126度08分 / 北緯6.300度 東経126.133度のサンアウグスティン岬沖で「名取型軽巡洋艦」を発見して魚雷を6本発射したが、命中はしなかった。ダバオ湾に入り、7月22日には北緯06度11分 東経125度10分 / 北緯6.183度 東経125.167度の地点で1,000トン級小型輸送船を発見して魚雷を3本発射したが、これも命中しなかった。8月2日、またもや「名取型軽巡洋艦」を発見する。魚雷を4本発射するよう設定して、あとは発射を待つのみであったが、視界内に入ってきた「千鳥型水雷艇」から猛烈な爆雷攻撃を受け、攻撃の機会を逸した。8月7日午後、北緯06度04分 東経124度22分 / 北緯6.067度 東経124.367度の地点で海軍徴傭船「山珠丸」（山下汽船、4,642トン）を発見し、魚雷を4本発射。魚雷は1本か2本が山珠丸に命中してこれを撃沈し、残る2本は海岸に命中して爆発した。攻撃後には36発にも及ぶ爆雷攻撃があったが、大したことはなかった。8月13日朝には北緯06度17分 東経126度09分 / 北緯6.283度 東経126.150度のサンアウグスティン岬北方5海里の地点で海軍徴傭船「広順丸」（広海汽船、1,931トン）と特設駆潜艇「鶚丸（みさごまる）」（朝鮮総督府、154トン）を発見。艦尾発射管より魚雷を4本発射し、両船に1本ずつ命中して2隻とも撃沈した。8月15日、「ブルーギル」は南緯02度35分 東経126度20分 / 南緯2.583度 東経126.333度の地点で、8名から12名の乗組員がいる巡視船を観測する。浮上砲戦を行い、およそ10分程度で100トン級巡視船を撃ち沈めた。8月18日にダーウィンに寄港して燃料と清水を補給。8月24日、49日間の行動を終えてフリーマントルに帰投した。

### 第3、第4の哨戒 1944年9月 - 1945年2月
9月18日、「ブルーギル」は3回目の哨戒でアングラー (USS Angler, SS-240) とともにマカッサル海峡、スールー海、パラワン水道およびマニラ近海方面に向かった。北上してシブヤン海に進み、10月6日には北緯13度13分 東経122度31分 / 北緯13.217度 東経122.517度の地点で1,500トン級輸送船を発見し、浮上砲戦で打撃を与えたが沈む気配がなく、魚雷を1本発射して止めとした。海上トラック狩りは続き、10月12日には北緯07度53分 東経122度09分 / 北緯7.883度 東経122.150度の地点で樹木で偽装した3隻の海上トラックを見つけ出し、浮上砲戦を仕掛けるも猛烈な反撃を受けて負傷者が続出した。しかしながら、最終的にはこの海上トラックを撃ち沈めた。10月18日朝、「ブルーギル」は合流していたレイトン (USS Raton, SS-270) と哨戒していたところ、北緯14度04分 東経119度52分 / 北緯14.067度 東経119.867度のルバング島北西25キロ地点で、空襲を避けるためにマニラから避退してきた輸送船団を発見。最初と二番目の目標に対して魚雷を3本ずつ発射し、最初の目標に2本命中して撃沈、二番目の目標と未確認目標に不確定ながら1本ずつの命中があったと判定される。爆雷攻撃を受けてひとまず避退し、昼前に朝の攻撃で損傷した7,500トン輸送船と新たな目標に対して魚雷を6本発射。4本が命中して2つの爆発を確認するが、直後から間隔の短い爆雷攻撃で制圧される。夕方になって浮上し、未だ浮いていた7,500トン輸送船と護衛艦に対して魚雷を2本発射したが命中せず、続く攻撃で7,500トン輸送船に対して魚雷を3本発射し、2本が命中してようやく撃沈することができた。「ブルーギル」は一連の攻撃で、3隻の陸軍輸送船、「あらびあ丸」（大阪商船、9,480トン）、「鎮西丸」（北海船舶、1,999トン）と「白鹿丸」（辰馬汽船、8,152トン）を撃沈した。10月20日午後、北緯13度32分 東経120度22分 / 北緯13.533度 東経120.367度の地点で2隻の中型タンカーによる輸送船団を発見した「ブルーギル」は潜航し、魚雷を4本発射したが命中しなかった。10月27日から10月31日まではミオス・ウンディ島に下がって補給を受け、11月2日から哨戒を再開した。スールー海で行動したが目標がなく、哨区をセレベス海に変えて哨戒を継続した。11月17日午後、北緯00度48分 東経118度52分 / 北緯0.800度 東経118.867度のマカッサル海峡で輸送船団を発見し、攻撃しようと態勢を整えるが、間もなく護衛の「第8号掃海艇」の爆雷攻撃により下方へ吹き飛ばされ、音響兵器が故障して弁という弁がことごとく壊れたが、辛うじて持ちこたえた。11月25日、64日間の行動を終えてフリーマントルに帰投した。
12月19日、4回目の哨戒で南シナ海に向かった。南シナ海ではブリーム (USS Bream, SS-243)、バーベル (USS Barbel, SS-316) らとともにウルフパックを構成して哨戒にあたったが、この哨戒では遠距離に二度目標を発見したのみで攻撃機会もなく、戦果を挙げることはなかった。その一方で、アメリカ軍のフィリピン再占領支援の偵察に従事した。1945年2月10日、52日間の行動を終えてフリーマントルに帰投した。

### 第5、第6の哨戒 1945年3月 - 6月

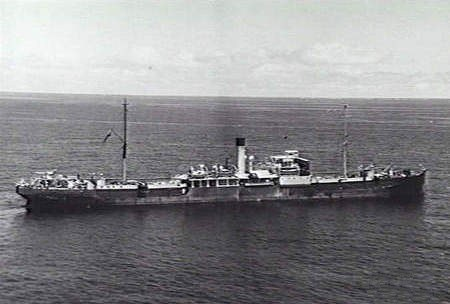
鳳南丸（ウォー・サイダー時代）

3月12日、「ブルーギル」は5回目の哨戒で南シナ海、ジャワ海およびインドシナ半島方面に向かった。エクスマウス湾で給油ののち哨戒海域に針路を向ける。3月19日朝、南緯08度31分 東経116度15分 / 南緯8.517度 東経116.250度のロンボク海峡で小型輸送船を発見し、午後に入って魚雷を3本発射したが、命中しなかった。担当海域に到着後はブラックフィン (USS Blackfin, SS-322) およびハンマーヘッド (USS Hammerhead, SS-364) とウルフパックを構成して哨戒にあたった。3月28日、「ブルーギル」は北緯12度39分 東経109度27分 / 北緯12.650度 東経109.450度のインドシナ半島ナトラン北東沖で、南号作戦最終船団であるヒ88J船団を発見する。同船団には「ブラックフィン」も張り付いており、やがて「ブラックフィン」へのものと思しき爆雷攻撃を音がとどろく。「ブルーギル」は、注意が「ブラックフィン」の方に向いている隙をうかがい、この時点で船団に残っていた唯一の大型船である陸軍タンカー「鳳南丸」（拿捕船、元イギリス船 ウォー・サイダー/飯野海運委託、5,518トン）に対して魚雷を3本発射。魚雷は2本が命中し、船尾が切断され座礁した。「ブルーギル」では、他に護衛艦にも魚雷が命中して損傷を与えたと判断した。ヒ88J船団は反復攻撃を受けて翌日事実上全滅し、こうして日本と南方の補給路は完全に失われることとなった。翌3月29日未明、座礁している「鳳南丸」に浮上して接近した「ブルーギル」は、魚雷を2本発射して2本とも命中させてさらに破壊した。最終的には、4月15日未明に志願者を募って「鳳南丸」に向かわせ、爆破と焼き討ちを行って完全に破壊した。4月18日、37日間の行動を終えてスービック湾に帰投した。
5月11日、6回目の哨戒で汕頭、台湾近海に向かった。しかし、この頃にはアメリカ軍が制海権を手に入れつつあったこの海域に日本の船の姿はもはやなく、代わりに5月28日にプラタス島への偵察及び攻撃を行う。PBY カタリナの爆撃の後に浮上して艦砲射撃を行い、12名の乗員を上陸させる。プラタス島に上陸した乗員は、島から日本海軍の守備隊が撤退した痕跡を発見した。翌日島には星条旗が掲げられ、プラタス島を「ブルーギル島」と改名する宣言がなされた。この後、「ブルーギル」はオーバーホールを受けるために本国に向かうよう指示された。6月12日にサイパン島に寄港の後。6月21日、41日間の行動を終え真珠湾に帰投した。その後、メア・アイランド海軍造船所に回航されてオーバーホール中に終戦を迎え、1946年3月1日に予備役となった。

### 戦後
「ブルーギル」は1951年5月3日に再就役し、太平洋艦隊に合流して訓練任務に就く。1952年7月7日に予備役となり、対潜潜水艦への改修作業に入る。作業が完了すると SSK-242 （対潜潜水艦）へ艦種変更され、1953年5月2日に現役に復帰する。ベトナム戦争にも従軍し、1965年にはトンキン湾で偵察及びパイロットの救助任務に従事した。1969年6月28日に退役し同日除籍された。1971年にはハワイ島のラハイナ沖2キロの海域、水深40メートルの地点にサルベージ訓練艦として沈められた。続く13年に渡って、「ブルーギル」の船体は海中の救助訓練に使用された。1984年11月、1カ月に及ぶ準備作業ののち、救難艦ビューフォート (USS Beaufort, ATS-2) とブランズウィック (USS Brunswick, ATS-3) が「ブルーギル」の船体を引き上げた。「ブルーギル」は沖合に曳航され、その栄誉を讃えられながら深海へ海没処分とされた。
「ブルーギル」は「夕張」を沈めた最初の哨戒で海軍殊勲部隊章を受章し、第二次世界大戦の戦功で4個の従軍星章を受章した。また、「夕張」を含む10隻の日本艦艇を沈めた。その総トン数は46,212トンに上る。